# Сянічок
Сянічок (пол. Sanoczek) — лемківське село в Польщі, у гміні Сянік Сяноцького повіту Підкарпатського воєводства.
Населення — 778 осіб (2011).

## Розташування
Лежить при державній дорозі № 28. Знаходиться за 5 км на південний захід від адміністративного центру повіту — Сяніка і за 58 км на південь від адміністративного центру воєводства — Ряшева.

## Історія
Село істнувало ще у давньоруські часи. Закріпачене в 1422 р. за німецьким правом. До 1772 р. село належало до Сяноцької землі Руського воєводства.
У 1889 р. в селі було 97 будинків і 549 мешканців (544 греко-католики і 5 римо-католиків). Греко-католики входили до парафії Прусік Сяніцького деканату Перемишльської єпархії УГКЦ.
У 1936 році село нараховувало 690 мешканців (637 греко-католиків і 53 римо-католики). Село входило до Сяніцького повіту Львівського воєводства. В селі була філіяльна дерев’яна церква Різдва Пресвятої Богородиці, збудована в 1870 році. Належала до парафії Прусік Сяніцького деканату Апостольської адміністрації Лемківщини. Метричні книги велися з 1835 р. Також у селі була читальня «Просвіти».
У 1939 році в селі проживало 760 мешканців, з них 690 українців, 40 поляків, 20 польських колоністів міжвоєнного періоду і 10 євреїв.
10 вересня 1939 р. село захопили німці. В середині вересня 1944 року радянські війська оволоділи селом і вже через місяць почата насильна мобілізація в Червону армію, а українське населення терором спонукалося до виїзду в СРСР. Тих українців, які не виїхали, в 1947 р. під час операції «Вісла» депортовано на понімецькі землі або ув’язнено в концтаборі Явожно, а на їх місце поселили поляків. Церкву перетворили на костел.
У 1975-1998 роках село належало до Кросненського воєводства.

## Демографія
Демографічна структура станом на 31 березня 2011 року:
|          | Загалом | Допрацездатний вік | Працездатний вік | Постпрацездатний вік |
| -------- | ------- | ------------------ | ---------------- | -------------------- |
| Чоловіки | 389     | 82                 | 276              | 31                   |
| Жінки    | 389     | 74                 | 246              | 69                   |
| Разом    | 778     | 156                | 522              | 100                  |